# 네트워크 토폴로지

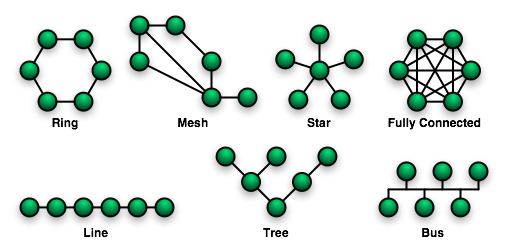
각기 다른 토폴로지를 풀이한 그림.

토폴로지(영어: topology, 문화어: 망구성방식)는 컴퓨터 네트워크의 요소들(링크, 노드 등)을 물리적으로 연결해 놓은 것, 또는 그 연결 방식을 말한다. 즉, 네트워크에 연결된 컴퓨터와 케이블 및 기타 구성 요소의 배치를 뜻한다. 로컬 영역 네트워크(LAN)은 물리적 토폴로지와 논리적 토폴로지 둘 다 보여 줄 수 있는 네트워크의 한 예이다. 랜 상의 어떠한 노드도 네트워크 상에서 하나 이상의 다른 노드에 하나 이상의 링크를 갖고 있으며 그래프 상의 이러한 링크와 노드들은 네트워크의 물리적 토폴로지를 잘 설명해 주고 있다. 이와 비슷하게 네트워크 상에서 노드끼리의 데이터 흐름은 네트워크의 논리적 토폴로지를 결정한다. 물리적 토폴로지와 논리적 토폴로지는 특정 네트워크에서 아주 동일할 수도 있고 그렇지 않을 수도 있다.
어떠한 특정한 토폴로지는 노드 사이의 물리적, 논리적 연결 구성으로 결정되는데 이러한 토폴로지 연구는 그래프 이론을 사용한다. 노드 사이의 거리, 물리적 상호 연결, 전송 속도, 신호 종류는 두 망 사이에서 각기 다를 수 있지만 이러한 토폴로지는 비슷한 양상을 보인다.

## 기본적인 토폴로지의 종류
토폴로지에는 기본적으로 다음과 같이 다섯 가지로 나뉜다:
- 버스 토폴로지
- 스타 토폴로지
- 링 토폴로지
- 트리 토폴로지
- 메시 토폴로지(Mesh topology): 완전 메시형(Fully connected mesh topology)과 부분 메시형(Partially connected mesh topology)으로 나뉨.

## 토폴로지의 분류
- 물리적 토폴로지
- 신호 토폴로지
- 논리적 토폴로지

## 같이 보기
- 트리 구조